# Ron Tomsic
Ronald Paul Tomsic, detto Ron (Oakland, 3 aprile 1933), è un ex cestista statunitense, per anni attivo a livello amatoriale nella AAU e campione olimpico nel 1956.

## Carriera
Venne selezionato dai Syracuse Nationals all'undicesimo giro del Draft NBA 1955 (84ª scelta assoluta).

## Palmarès
- Campione AAU (1957)